# Pseudoclyzomedus
Pseudoclyzomedus is een kevergeslacht uit de familie van de boktorren (Cerambycidae). De wetenschappelijke naam van het geslacht werd voor het eerst geldig gepubliceerd in 2009 door Yamasako.

## Soorten
Pseudoclyzomedus is monotypisch en omvat slechts de volgende soort:
- Pseudoclyzomedus ohbayashii Yamasako, 2009